# دیرین شمال اوراسیا
دیرین شمال اوراسیا یا اوراسیای شمالی باستان  (به انگلیسی:ancient north eurasia) که به‌طور خلاصه ANE نامیده می‌شود در باستان‌شناسی و ژنتیک جمعیت اشاره به یک جز اجدادی مربوط به فرهنگ مالتا-بورت در سیبری دارد. قدیمی‌ترین نمونه که آمیزه ANE بر اساس آن محاسبه می‌شود مربوط به ۲۴۰۰۰ سال پیش و در سیبری یافت شده است.

## ژنتیک
مهاجرت ANE به مناطق مختلف تأثیر زیادی بر ژنتیک مردم اوراسیا و بومیان آمریکا ایجاد کرد. شکارچی-گردآورهای شرق اروپا ۷۵ درصد آمیزه ANE داشتند شکارچی گردآورهای قفقاز و اسکاندیناوی و کشاورزان نوسنگی ایران هم آمیزه فراوان ANE داشتند. نمونه ۲۴۰۰۰ ساله سیبری هاپلوگروپ *R داشت هاپلوگروپ‌های R1a و R1b از مهاجرت ANE به شرق اروپا و از آنجا (توسط نیاهندواروپایی‌ها) به مناطق مختلف اروپا و آسیا گسترش یافت. به نظر می‌رسد اولین بار موی طلایی در بین مردم ANE به وجود آمده است.